# Macrochia texata
Macrochia texata – gatunek chrząszcza z rodziny kózkowatych i podrodziny zgrzypikowych. Jedyny przedstawiciel rodzaju Macrochia.

## Zasięg występowania
Gatunek ten występuje w Afryce Zachodniej i Środkowej, notowany w Nigerii, Kamerunie, Gabonie oraz Demokratycznej Republice Konga.